# Clase de las bandas de puntos

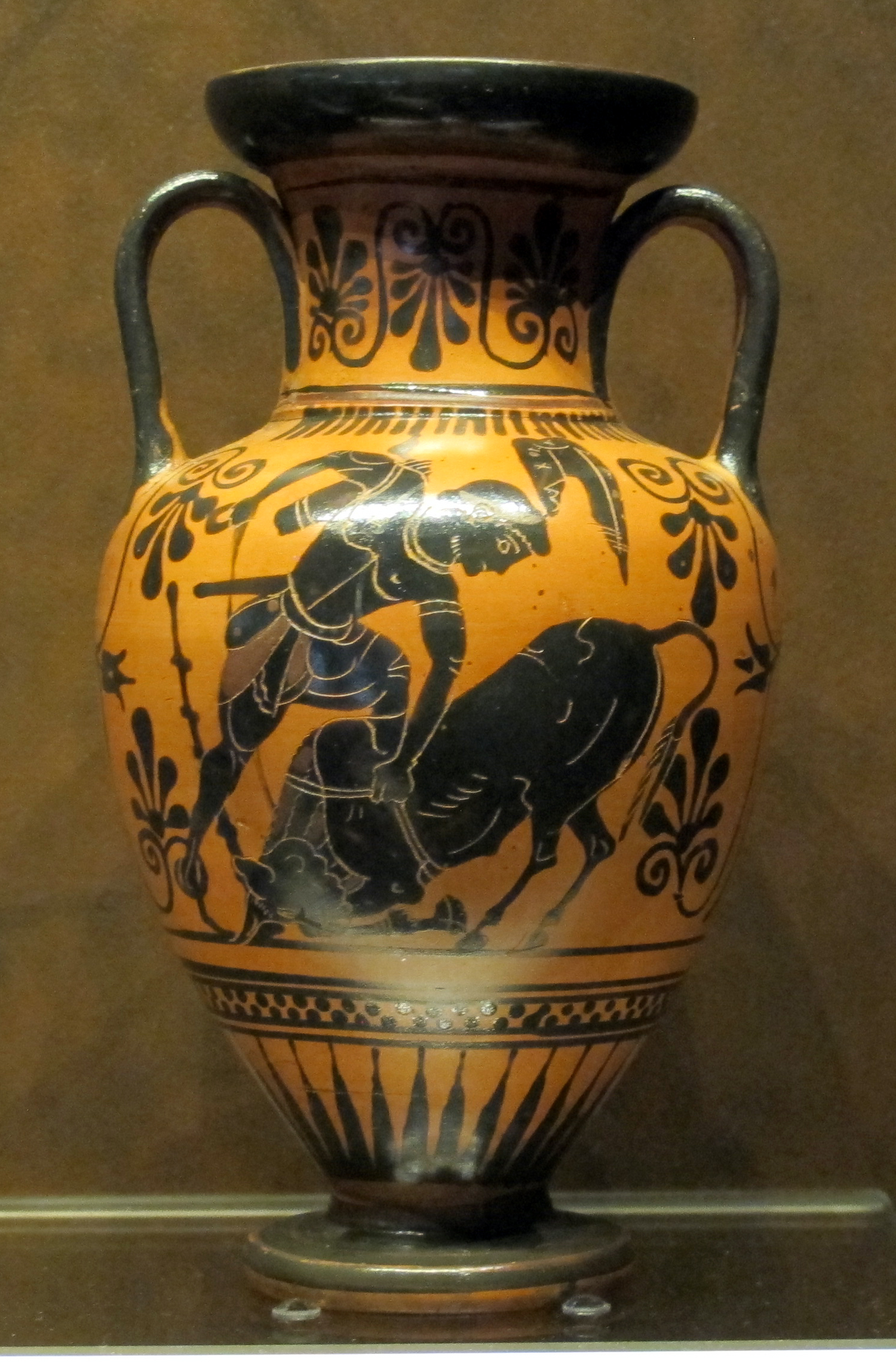
Ánfora de cuello de la clase de la banda de puntos, pintada por el Pintor de Edimburgo: Heracles con el toro de Creta.

La Clase de las bandas de puntos es una clase de ánforas áticas de cuello pequeño de figuras negras, que se produjeron en el primer cuarto del siglo V a. C. La clase recibió su nombre de John Beazley. Es una clase definida por la forma y los elementos decorativos, no un grupo estilístico.
Las ánforas se caracterizan por sus elementos decorativos característicos, una banda de puntos debajo de las imágenes y tres palmetas a cada lado del cuello. Las ánforas de esta clase fueron pintadas por pintores muy diferentes, como el Pintor de Edimburgo (8), el Pintor de Michigan (2), pintores del Grupo de Leagro (2) y algunos pintores no nombrados por Beazley (18); además, hay un grupo que Beazley nombró originalmente como el Grupo de Bruselas R 312, pero que más tarde se atribuyó al pintor de Michigan (4). Beazley también incluyó los vasos del Grupo de Bompas en la clase de la banda de puntos.